# منتخب بيلاروس لكرة اليد للسيدات
منتخب بيلاروسيا لكرة اليد للسيدات هو الممثل الرسمي لبيلاروسيا في رياضة كرة اليد.

## النتائج

### بطولة العالم لكرة اليد للسيدات
- 1997: 16
- 1999: 14

### بطولة أوروبا لكرة اليد للسيدات
- بطولة أوروبا لكرة اليد للسيدات 2000: 11
- بطولة أوروبا لكرة اليد للسيدات 2002: 16
- بطولة أوروبا لكرة اليد للسيدات 2004: 16
- بطولة أوروبا لكرة اليد للسيدات 2008: 12